# Coppa di Lega israeliana di pallacanestro maschile
La Coppa di Lega israeliana di pallacanestro maschile (in lingua ebraica: גביע הליגה בכדורסל) è un trofeo nazionale israeliano organizzato annualmente dalla Ligat ha'Al, a partire dal 2006.
Nota come Chance Cup per ragioni di sponsorizzazione, in precedenza (2006-2009) era nota come Winner Cup e  (2010) Basketball League Cup.

## Albo d'oro
| Anno | Città         | Vincitore          | Finalista          | MVP                                  |
| ---- | ------------- | ------------------ | ------------------ | ------------------------------------ |
| 2006 | Gerusalemme   | Elitzur Ashkelon   | Mac. Rishon LeZion | Guy Kantor, Maccabi Rishon LeZion    |
| 2007 | Gerusalemme   | Maccabi Tel Aviv   | H. Gerusalemme     | David Blu, Maccabi Tel Aviv          |
| 2008 | Gerusalemme   | H. Gerusalemme     | Ironi Nahariya     | Timmy Bowers, Hapoel Gerusalemme     |
| 2009 | Gerusalemme   | H. Gerusalemme     | Maccabi Tel Aviv   | Tre Simmons, Hapoel Gerusalemme      |
| 2010 | Gerusalemme   | Maccabi Tel Aviv   | H. Gerusalemme     | Jeremy Pargo, Maccabi Tel Aviv       |
| 2011 | Gerusalemme   | Maccabi Tel Aviv   | Hapoel Holon       | Lior Eliyahu, Maccabi Tel Aviv       |
| 2012 | Haifa         | Maccabi Tel Aviv   | Maccabi Ashdod     | David Logan, Maccabi Tel Aviv        |
| 2013 | Tel Aviv      | Maccabi Tel Aviv   | H. Gerusalemme     | Sylven Landesberg, Maccabi Tel Aviv  |
| 2014 | Gerusalemme   | H. Gerusalemme     | Maccabi Tel Aviv   | Yotam Halperin, Hapoel Gerusalemme   |
| 2015 | Tel Aviv      | Maccabi Tel Aviv   | Hapoel Eilat       | Devin Smith, Maccabi Tel Aviv        |
| 2016 | Nahariya      | H. Gerusalemme     | Maccabi Tel Aviv   | Curtis Jerrells, Hapoel Gerusalemme  |
| 2017 | Holon         | Maccabi Tel Aviv   | Ironi Nahariya     | John DiBartolomeo, Maccabi Tel Aviv  |
| 2018 | Rishon LeZion | Mac. Rishon LeZion | Hapoel Be'er Sheva | Cameron Long, Maccabi Rishon LeZion  |
| 2019 | Holon         | H. Gerusalemme     | Maccabi Tel Aviv   | Suleiman Braimoh, Hapoel Gerusalemme |
| 2020 | Tel Aviv      | Maccabi Tel Aviv   | Hapoel Holon       | Scottie Wilbekin, Maccabi Tel Aviv   |
| 2021 | Tel Aviv      | Maccabi Tel Aviv   | Hapoel Eilat       | James Nunnally, Maccabi Tel Aviv     |
| 2022 | Hadera        | Maccabi Tel Aviv   | Hapoel Tel Aviv    | Alex Poythress, Maccabi Tel Aviv     |
| 2023 | Tel Aviv      | H. Gerusalemme     | Maccabi Tel Aviv   | Speedy Smith, Hapoel Gerusalemme     |
| 2024 | Holon         | Maccabi Tel Aviv   | M.I. Ramat Gan     | Jaylen Hoard, Maccabi Tel Aviv       |

## Vittorie per club
| Club               | Vittorie | Anno                                                             |
| ------------------ | -------- | ---------------------------------------------------------------- |
| Maccabi Tel Aviv   | 11       | 2007, 2010, 2011, 2012, 2013, 2015, 2017, 2020, 2021, 2022, 2024 |
| H. Gerusalemme     | 6        | 2008, 2009, 2014, 2016, 2019, 2023                               |
| Mac. Rishon LeZion | 1        | 2018                                                             |
| Elitzur Ashkelon   | 1        | 2006                                                             |

## Record
I cestisti che detengono il numero maggiore di edizioni vinte sono:
| Nome         | Club                                    | Vittorie | Anni                               |
| ------------ | --------------------------------------- | -------- | ---------------------------------- |
| Lior Eliyahu | Maccabi Tel Aviv (4) H. Gerusalemme (2) | 6        | 2007, 2010, 2011, 2012, 2014, 2016 |
| Guy Pnini    | Maccabi Tel Aviv (6)                    | 6        | 2010, 2011, 2012, 2013, 2015, 2022 |

L'allenatore che detiene il numero maggiore di edizioni vinte è:
| Nome          | Club                 | Vittorie | Anni                   |
| ------------- | -------------------- | -------- | ---------------------- |
| / David Blatt | Maccabi Tel Aviv (4) | 4        | 2010, 2011, 2012, 2013 |